# Stadt Bonn
De Stadt Bonn is een Duits passagiersschip dat momenteel wordt geëxploiteerd door Personenschifffahrt Gebr. Kolb, gevestigd in Briedern aan de Moezel.

## Geschiedenis
Het schip werd in 1969 gebouwd op de Schiffswerft Schmidt in Oberkassel, Duitsland, onder de naam Stadt Mannheim voor rederij Gebr. Gerbes uit Worms. In 1989 werd het schip overgenomen door Gebr. Kolb en kreeg het de huidige naam Stadt Bonn.

## Technische gegevens
De Stadt Bonn is 47,92 meter lang, 9,25 meter breed en heeft een diepgang van 1,22 meter. Het schip heeft als ENI-nummer 04602790, als MMSI  211513730 en roepletters DC5241. De voortstuwing bestaat uit twee Deutz-motoren van elk 325 pk en het schip heeft een passagierscapaciteit van 350 personen.
| Voortstuwing   | Voortstuwing             |
| -------------- | ------------------------ |
| 1969           | 1989                     |
| MAN 2 x 320 pk | Mercedes Benz 2 x 325 pk |

## Routes

### Omgeving Cochem
In het gebied Cochem vaart het schip dagelijks de route Cochem-Ernst-Bruttig-Beilstein en vaart ook Cochem-Treis-Cochem.
Huidige schepen: Berlin · Bernkastel · Bernkastel-Kues · Europa · Eurostrand Leiwen · Germania · Gräfin Loretta · Kröver Reich · Maria von Beilstein · Marienburg · Moselkönigin · Moselprinzessin · Mosella · Moselperle · Nikolaus Cusanus · Riverdream · Romantica · St. Josef · Stadt Bonn · Stadt Rees · Stadt Zell · Theodor Heuss · Traben-Trarbach · Treis-Karden · Undine I · Undine II · Wappen von Bernkastel · Wappen von Cochem · Wappen von Trier
Historische schepen: Maria · Fortuna · Brunhilde · MS Nikolaus · MS Bebbi · Moselland
Scheepswerven:
Schiffswerft Gebr. Kolb · Schiffswerft Trier